# 장항읍
장항읍(長項邑)은 대한민국 충청남도 서천군의 읍이다.

## 개요
금강 하류의 북안에 위치하고 있으며, 금강 남쪽에 쌍둥이 도시를 이루고 있다. 삼국 시대에는 백제의 지배를 받았는데 사비성을 지키는 주요 관문이자 중국과의 교역항인 기벌포가 있었다. 삼국통일 전쟁을 수행하던 신라는 676년 11월, 이곳에서 당나라 수군을 격파함으로써 나당 전쟁에서 최종 승리하였다.
원래는 한가로운 촌락이었지만 1931년에 장항선이 개통되자 경기도, 강원도, 충청남도, 충청북도 등의 탄토항이 되었다. 1931년부터 1941년까지 사이에 항만 수축과 시가지 정리에 의하여 근대적인 도시의 면모를 갖추게 되었다. 지금은 1만 톤급 이상의 선박 2척이 동시에 접안할 수 있는 부교시설을 비롯하여 임항창고 13동(3,330평)으로 2만 톤의 화물 보관이 가능하며, 1964년 7월에 국제항으로 승격되었다.
해안이 깊어(평균 8ｍ) 군산과 같이 4천 톤급 선박이 무난히 정박할 수 있으나 조차가 6.9ｍ나 되어 착부 능력 3천 톤의 부선부두가 설치되어 있다. 또 연간 10만 8천 톤의 용성인비를 생산하는 풍농비료공장, 흥국조선공장이 들어서 발전을 보고 있다. 그리고 장항역, 군산역을 연결하는 1.8km의 철교가 가설되고 또 양시를 연락하는 다리가 준공되어서 크게 발전하게 되었다.

### 장항제련소
좋은 항만 교통수단을 조건으로 1936년에 대한민국 유일의 건식 제련소인 장항제련소가 건설되어 동, 금, 은, 납, 아연 등을 생산하게 되었다.
대한민국 건국 후에는 1964년에 연제련공장이 준공되었으며, 1974년, 1976년에 동제련공장이 2차에 걸쳐 증설되었다. 1983년에는 귀금속공장을 온산제련소로 이전하였으며, 1984년에 주석제련공장을 준공함으로써 동, 연, 주석 등의 전문제련소가 되었다. 1988년 6월에 동파이프공장을 준공하였으며, 1989년 6월에 용광로공정을 폐쇄하고 반제품을 처리하여 전기동(電氣銅)을 생산하는 공정으로 전환하였다. 1989년 11월에 스테인레스파이프공장을 준공하였으며, 1990년 5월에는 연제련공정을 폐쇄하고 가공산업공정으로 전환하였다.
1989년 6월에 럭키금속 장항공장, 1995년에 LG금속 장항공장, 1999년에 LG산전 장항공장, 2005년에 LS산전 장항공장, 2010년에 LS메탈 장항공장 등으로 명칭이 변경되었다. 2012년 11월에 충청남도, 서천군, LS메탈 등이 대전 충남도청에서 2014년부터 3년간 2,000억 원을 들여 옛 장항제련소 안에 6만6,000 m² 부지에 동합금 압연소재 부품공장을 새로 짓는 것을 골자로 하는 투자유치협약(MOU)을 맺었다.

## 마을 유래
본래 서천군(舒川郡)의 남쪽이 되므로 남부면(南部面)의 지역이었다. 1914년 행정구역 개혁때에 서부면(西部面)의 19개 동리를 합할 때 서부면, 남부면의 이름을 따서 서남면(西南面)이라 하고 1929년에 간척지를 매우고 1931년에는 장항선(長項線)이 개통되었으며, 1937년에는 장항항(長項港)이 완성되어 인구가 늘어나 1938년 10월 1일에 장항읍이 되었다.
일제강점기 때 장암리와 항리가 통합되어 장항(長項)이라 부른다. 집성부락으로는 김해김씨(金海金氏), 60여호 추계추씨(秋溪秋氏) 30여호, 온양방씨(溫陽方氏) 30여호, 용궁전씨(龍宮全氏)20여호, 밀양박씨(密陽朴氏) 20여호 등이 있다.

## 행정 구역
- 성주리(聖住里)
- 송림리(松林里)
- 신창리(新昌里)
- 옥남리(玉南里)
- 옥산리(玉山里)
- 원수리(元水里)
- 장암리(長巖里)
- 창선1리(昌善1里): 행정복지센터 소재지
- 창선2리(昌善2里)
- 화천리(和泉里)